# Campeonato Mundial de Atletismo Sub-20 de 2021 - 400 m com barreiras masculino
A prova dos 400 metros com barreiras masculino do Campeonato Mundial de Atletismo Sub-20 de 2021 ocorreu entre os dias 19 a 22 de agosto de 2021 no Centro Esportivo Internacional Moi, em Nairóbi, no Quênia. 

## Recordes
Antes desta competição, os recordes mundiais e do campeonato nesta prova eram os seguintes:
|       | Nome           | Nacionalidade  | Tempo | Local       | Data                |
| ----- | -------------- | -------------- | ----- | ----------- | ------------------- |
| WU20R | Danny Harris   | Estados Unidos | 48.02 | Los Angeles | 17 de junho de 1984 |
| CR    | Kerron Clement | Estados Unidos | 48.51 | Grosseto    | 16 de julho de 2004 |
| WU20L | Sean Burrell   | África do Sul  | 47.85 | Eugene      | 11 de junho de 2021 |

## Medalhistas
| Ouro                | Prata             | Bronze                  |
| Turquia Berke Akçam | Denis Novoseltsev | Jamaica Devontie Archer |

## Cronograma
Todos os horários são locais (UTC+3).  
| Data         | Hora  | Evento    |
| ------------ | ----- | --------- |
| 19 de agosto | 09:25 | Bateria   |
| 21 de agosto | 15:00 | Semifinal |
| 22 de agosto | 15:15 | Final     |

## Resultados

### Bateria
Qualificação: Os 4 primeiros de cada bateria (Q) e os 4 tempos mais rápidos (q). 
| Posição | Bateria | Atleta                   | Nacionalidade               | Tempo   | Notas    |
| ------- | ------- | ------------------------ | --------------------------- | ------- | -------- |
| 1       | 2       | Denis Novoseltsev        | Atletas Neutros Autorizados | 50.88   | Q        |
| 2       | 1       | Roshawn Clarke           | Jamaica                     | 50.93   | Q,       |
| 3       | 1       | Matic Ian Guček          | Eslovênia                   | 51.27   | Q        |
| 4       | 2       | Peter Kithome            | Quênia                      | 51.31   | Q,       |
| 5       | 1       | Alocias Kipngetich       | Quênia                      | 51.41   | Q,       |
| 6       | 1       | Ezekiel Nathaniel        | Nigéria                     | 51.63   | Q,       |
| 7       | 4       | Devontie Archer          | Jamaica                     | 52.17   | Q        |
| 8       | 4       | Gabriel Alves dos Santos | Brasil                      | 52.25   | Q,       |
| 9       | 3       | Berke Akçam              | Turquia                     | 52.40   | Q        |
| 10      | 3       | Dmitrijs Ļašenko         | Letónia                     | 52.57   | Q        |
| 11      | 4       | Jakub Sobura-Durma       | Polónia                     | 52.58   | Q        |
| 12      | 4       | Amir Moghaddami          | Irão                        | 52.68   | Q,       |
| 13      | 3       | Jorge García             | Espanha                     | 52.73   | Q        |
| 14      | 5       | Oskar Edlund             | Suécia                      | 52.77   | Q        |
| 15      | 4       | Árpád Bánóczy            | Hungria                     | 52.79   | q,       |
| 16      | 5       | Neider Abello            | Colômbia                    | 52.87   | Q        |
| 17      | 2       | Christiaan Venter        | África do Sul               | 52.91   | Q        |
| 18      | 4       | Marc Anthony Ibrahim     | Líbano                      | 52.95   | q        |
| 19      | 3       | Dominik Škorjanc         | Croácia                     | 52.97   | Q        |
| 20      | 2       | Stjepan Jan Cik          | Croácia                     | 53.21   | Q        |
| 21      | 3       | Rostyslav Holubovych     | Ucrânia                     | 53.35   | q        |
| 22      | 2       | César Parra              | Venezuela                   | 53.47   | q        |
| 23      | 5       | Danial Bibak             | Irão                        | 54.27   | Q        |
| 24      | 5       | Rohan Gautam Kamble      | Índia                       | 55.00   | Q        |
| 25      | 2       | Samuel Ibáñez            | El Salvador                 | 57.03   |          |
| 26      | 1       | Hardeep Kumar            | Índia                       | 1:12.80 |          |
| 27      | 5       | Amar Ebed                | Catar                       | DSQ     | TR16.8   |
| 27      | 1       | Ismail Doudai Abakar     | Catar                       | DSQ     | TR17.3.1 |
| 27      | 3       | Dhahir Ali Al-Hamd       | Iraque                      | DSQ     | TR17.3.1 |
| 27      | 3       | Dillon Leacock           | Trinidad e Tobago           | DNS     |          |
| 27      | 4       | Andre Erasmus            | África do Sul               | DNS     |          |
| 27      | 2       | Michal Krátký            | Chéquia                     | DNS     |          |
| 27      | 5       | Saad Hinti               | Marrocos                    | DNS     |          |

### Semifinal
Qualificação: Os 2 primeiros de cada bateria (Q) e os 2 tempos mais rápidos (q). 
| Posição | Bateria | Atleta                   | Nacionalidade               | Tempo | Notas           |
| ------- | ------- | ------------------------ | --------------------------- | ----- | --------------- |
| 1       | 1       | Berke Akçam              | Turquia                     | 49.73 | Q, NU20R        |
| 2       | 1       | Devontie Archer          | Jamaica                     | 49.93 | Q,              |
| 3       | 2       | Denis Novoseltsev        | Atletas Neutros Autorizados | 50.31 | Q,              |
| 4       | 2       | Matic Ian Guček          | Eslovênia                   | 50.56 | Q,              |
| 5       | 3       | Oskar Edlund             | Suécia                      | 50.70 | Q,              |
| 6       | 2       | Peter Kithome            | Quênia                      | 50.90 | q,              |
| 7       | 1       | Ezekiel Nathaniel        | Nigéria                     | 51.39 | q,              |
| 8       | 2       | Dominik Škorjanc         | Croácia                     | 51.63 |                 |
| 9       | 3       | Stjepan Jan Cik          | Croácia                     | 51.83 | Q               |
| 10      | 1       | Marc Anthony Ibrahim     | Líbano                      | 51.90 | NU20R           |
| 11      | 3       | Alocias Kipngetich       | Quênia                      | 51.93 |                 |
| 12      | 3       | Roshawn Clarke           | Jamaica                     | 51.95 |                 |
| 13      | 2       | Jakub Sobura-Durma       | Polónia                     | 51.99 |                 |
| 14      | 2       | César Parra              | Venezuela                   | 52.12 | Recorde pessoal |
| 15      | 1       | Neider Abello            | Colômbia                    | 52.34 | Recorde pessoal |
| 16      | 3       | Amir Moghaddami          | Irão                        | 52.40 | Recorde pessoal |
| 17      | 1       | Dmitrijs Ļašenko         | Letónia                     | 52.49 |                 |
| 18      | 2       | Rohan Gautam Kamble      | Índia                       | 52.88 |                 |
| 19      | 1       | Árpád Bánóczy            | Hungria                     | 53.47 |                 |
| 20      | 3       | Rostyslav Holubovych     | Ucrânia                     | 54.04 |                 |
| 21      | 3       | Christiaan Venter        | África do Sul               | 54.71 |                 |
| 22      | 3       | Gabriel Alves dos Santos | Brasil                      | 56.09 |                 |
| 23      | 1       | Danial Bibak             | Irão                        | DSQ   | TR17.3.1        |
| 23      | 2       | Jorge García             | Espanha                     | DSQ   | TR22.6.2        |

### Final
A prova final foi realizada no dia 22 de agosto às 15:00. 
| Posição           | Raia | Atleta            | Nacionalidade               | Tempo | Notas           |
| ----------------- | ---- | ----------------- | --------------------------- | ----- | --------------- |
| Medalha de ouro   | 3    | Berke Akçam       | Turquia                     | 49.38 | NU20R           |
| Medalha de prata  | 6    | Denis Novoseltsev | Atletas Neutros Autorizados | 49.62 | Recorde pessoal |
| Medalha de bronze | 5    | Devontie Archer   | Jamaica                     | 49.78 | Recorde pessoal |
| 4                 | 1    | Ezekiel Nathaniel | Nigéria                     | 49.89 | Recorde pessoal |
| 5                 | 8    | Matic Ian Guček   | Eslovênia                   | 50.80 |                 |
| 6                 | 2    | Peter Kithome     | Quênia                      | 50.94 |                 |
| 7                 | 7    | Stjepan Jan Cik   | Croácia                     | 52.60 |                 |
| 8                 | 4    | Oskar Edlund      | Suécia                      | DSQ   | TR22.6.2        |

Legenda
| Recorde mundial       | Recorde mundial (World record)               |                       | Recorde africano                      | Recorde africano (African) |                                           | Q | Classificado por posição (Qualified) |
| Recorde do campeonato | Recorde do campeonato (Championship record)  | Recorde da América    | Recorde da América (Americas)         | q                          | Classificado por melhor tempo (Qualified) |   |                                      |
| Melhor marca do ano   | Melhor marca do ano (World leading)          | Recorde asiático      | Recorde asiático (Asian)              | DNS                        | Não largou (Did not start)                |   |                                      |
| Recorde nacional      | Recorde nacional (National record)           | Recorde europeu       | Recorde europeu (European)            | DNF                        | Não terminou (Did not finish)             |   |                                      |
| Recorde pessoal       | Recorde pessoal do atleta (Personal best)    | Recorde da Oceania    | Recorde da Oceania (Oceania)          | DSQ / DQ                   | Desclassificado (Disqualified)            |   |                                      |
| Recorde da temporada  | Recorde da temporada do atleta (Season best) | Recorde sul-americano | Recorde sul-americano (South America) | NM                         | Sem marca (No mark)                       |   |                                      |